# Laelioproctis thysanota
Laelioproctis thysanota är en fjärilsart som beskrevs av Collenette 1960. Laelioproctis thysanota ingår i släktet Laelioproctis och familjen tofsspinnare. Inga underarter finns listade i Catalogue of Life.